# Kunstmuseum St. Gallen

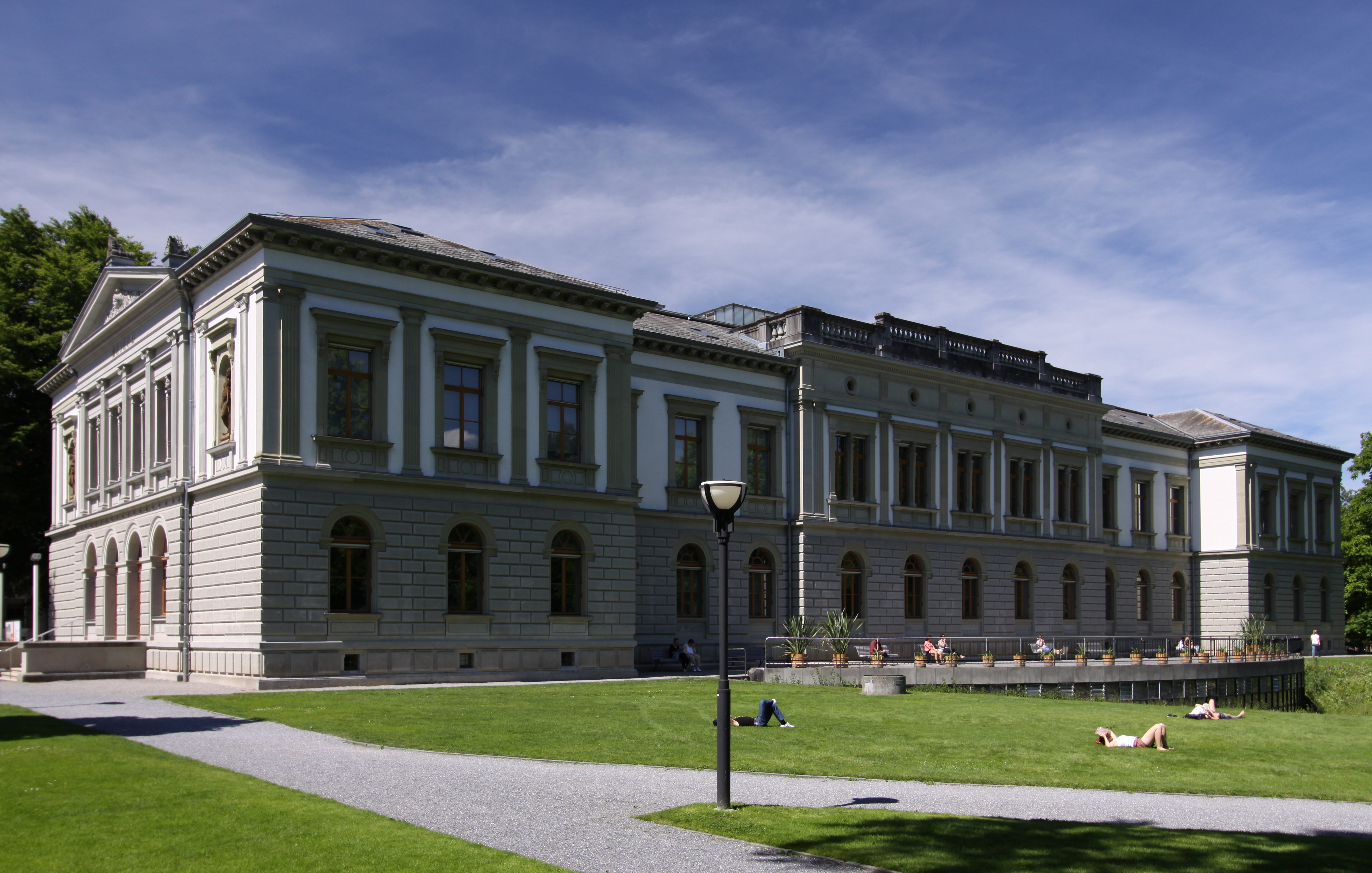
Kunstmuseum St. Gallen, Südfassade

Das Kunstmuseum St. Gallen gehört mit seiner Gemäldegalerie und zahlreichen Wechselausstellungen zu den bedeutenden Kunstmuseen der Ostschweiz. Es befindet sich im Zentrum von St. Gallen und beherbergt eine reiche Sammlung von Gemälden und Skulpturen vom Spätmittelalter bis zur Gegenwart. Schwerpunkte der Sammlung sind niederländische Malerei des 17. Jahrhunderts, Kunst des 19. Jahrhunderts aus der Schweiz, Deutschland und Frankreich, Appenzeller Bauernmalerei sowie internationale Kunst der Moderne. Träger des Museums ist seit 2012 die Stiftung Kunstmuseum St. Gallen.

## Geschichte

### Weg zum eigenen Gebäude
Als das heutige Museumsgebäude 1877 eröffnete, blickten die städtischen Sammlungen bereits auf eine lange Tradition zurück. Ihren Beginn markiert ein präpariertes Nilkrokodil, das 1623 als Geschenk an die Stadt ging und in der Stadtbibliothek seinen Platz fand. In der Folgezeit kamen Skelette, Versteinerungen, Herbarien und alte medizinische Instrumente hinzu, aber auch Wappenscheiben, Münzen, Büsten berühmter Männer, Porträts der Bürgermeister sowie weitere Bilder und Stiche, die im ehemaligen Katharinenkloster eine Heimstatt fanden.
Insbesondere im 19. Jahrhundert wuchs die Zahl der Objekte durch umfangreiche Schenkungen derart an, dass der Bau eines Gebäudes für die städtischen Sammlungen angedacht wurde. Hierzu trug unter anderem der 1823 gegründete Kunstverein St. Gallen bei, der ohne festes Haus Kunstausstellungen organisierte. Darüber hinaus gründete die St. Gallische naturwissenschaftliche Gesellschaft 1846 das Naturmuseum, dessen Sammlung auf verschiedene städtische Gebäude verteilt war. Nachdem 1843 ein erster Standort für einen Neubau am Obstmarkt verworfen worden war, kam später der Umbau des Zeughauses am Bohl ins Gespräch, was aber letztlich ebenso scheiterte.

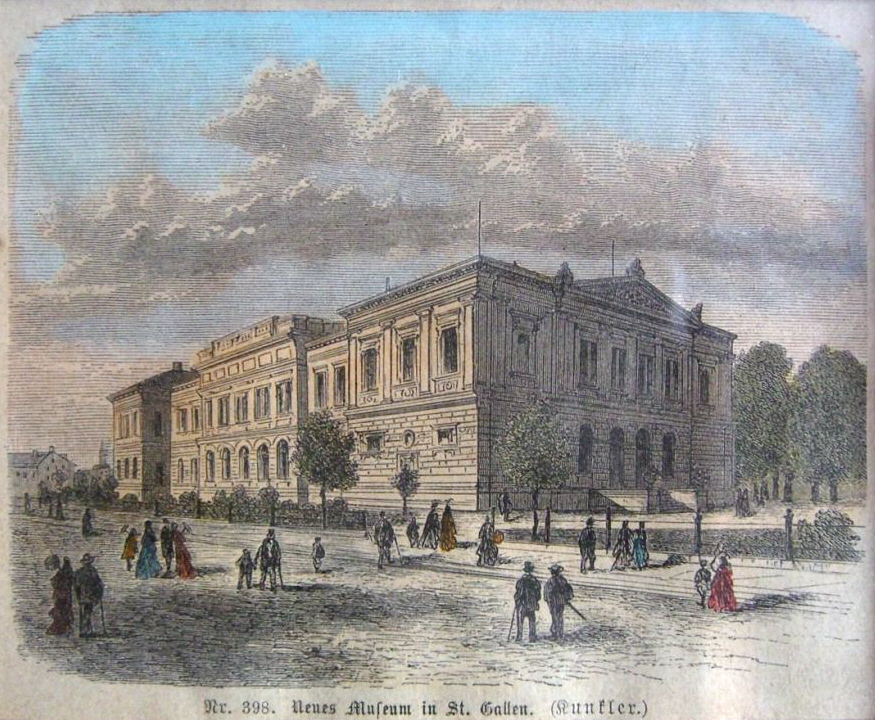
Johann Christoph Kunkler: Neues Museum St. Gallen, Zeichnung aus dem 19. Jahrhundert

1867 schlossen sich die Vertreter der betroffenen fünf Institutionen Ortsbürgergemeinde, Kaufmännisches Directorium, Naturhistorische Gesellschaft, Kunstverein und Historischer Verein zu einer Konferenz zusammen, die den Museumsneubau umsetzen wollte. Nachdem die Bauherren 1869 als Standort das Gelände auf dem Brühl festgelegt hatten und mit Johann Christoph Kunkler ein Architekt ausgewählt war, begann die Finanzkommission mit einem Spendenaufruf bei den Bürgern von St. Gallen Geld zu sammeln. Die zunächst veranschlagte Bausumme von 250'000 Franken steigerte sich bedingt durch Inflation innerhalb weniger Jahre auf 426'000 Franken, sodass auch die politische Gemeinde und der Kanton eine Teilfinanzierung zusagten.
1874 begann der Bau des zweistöckigen Museums im Stil der Neorenaissance nach Vorbild der Münchner Alten Pinakothek. Am 8. Oktober 1877 öffnete das neue Museumsgebäude für das Publikum. Das Parterre stand ausschliesslich den naturhistorischen Sammlungen zur Verfügung, während sich die anderen Sammlungen die obere Etage teilten – hierunter auch Oberlichtsäle für die Gemälde- und Skulpturensammlung.
Durch die stetig wachsenden Sammlungen reichte der Platz im Museumsgebäude schon bald nicht aus und der für die kulturgeschichtliche Sammlung der Nordostschweiz zuständige Historische Verein des Kanton St. Gallen und die seit 1878 für Völkerkunde verantwortliche Ostschweizerische Geographisch-Comercielle Gesellschaft beschlossen den Auszug ihren Sammlungen in einen Neubau. Dieser wurde 1921 nach Plänen von Carl Adolf Lang und Bridler & Völki in der Museumsstrasse 50 als Historisches und Völkerkundemuseum eröffnet.
Fortan stand dem Kunstmuseum das komplette Obergeschoss im nunmehr Alten Museum zur Verfügung. Dieser Altbau musste 1970 wegen Baufälligkeit geschlossen werden. Die Ortsbürgergemeinde übertrug die Museumsliegenschaften wegen finanzieller Lasten an die Stadt. Für den Betrieb der drei Museen (Kunstmuseum, Naturmuseum, Historisches und Völkerkundemuseum) wurde 1978 die Stiftung St. Galler Museum gegründet, der neben der Stadt und der Ortsbürgergemeinde auch der Kunstverein angehört. Nachdem zwischenzeitlich auch über den Abriss des Altbaus nachgedacht worden war, wurde dieser nach umfangreichen Renovierungsarbeiten 1987 wieder eröffnet.

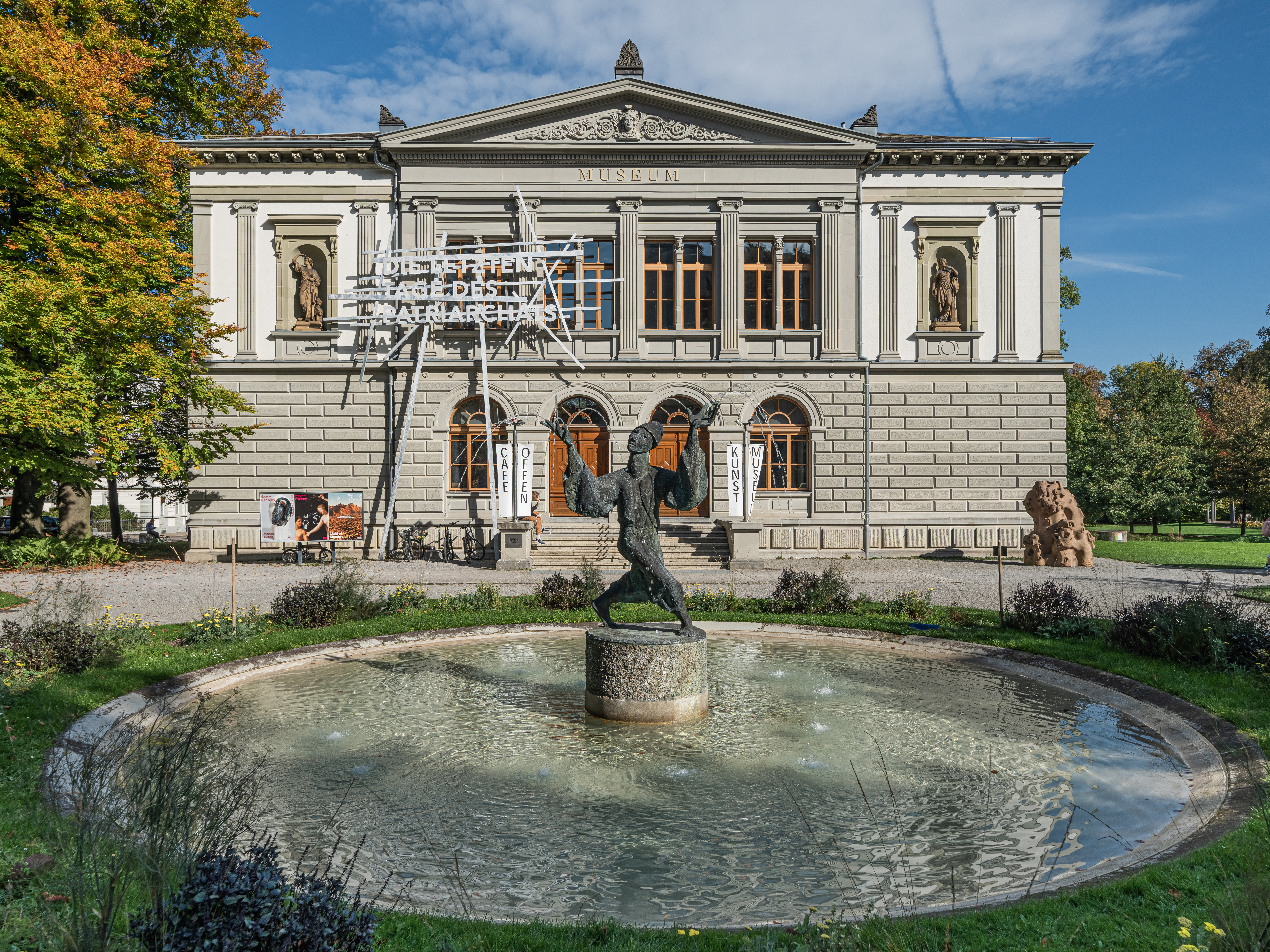
Gauklerbrunnen, 1960, des Bildhauers Max Oertli, dahinter die Hauptfassade des Kunstmuseums St. Gallen

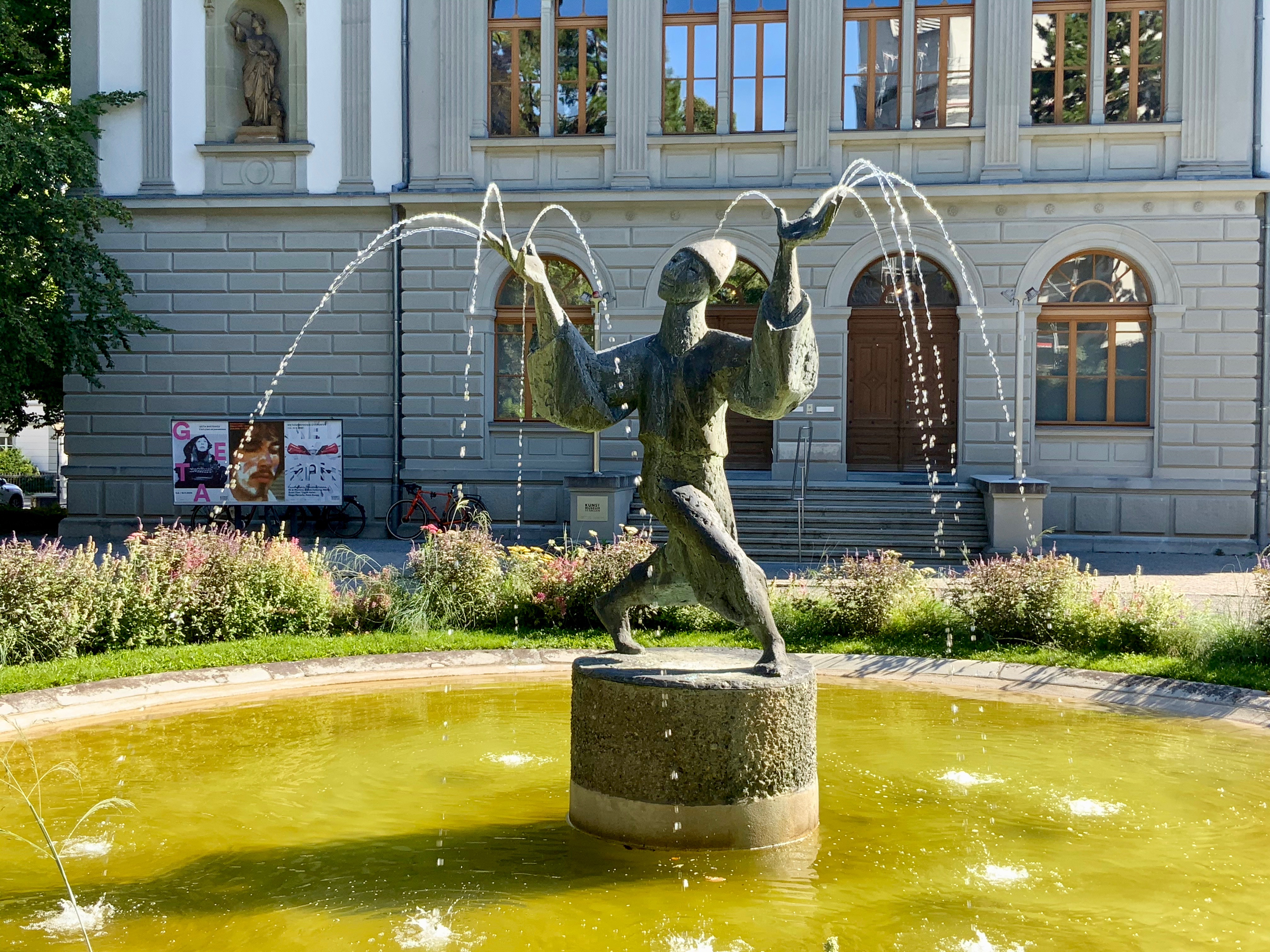
Das Wasser spritzt aus den Fingerspitzen des Gauklers

2012 gründeten die drei Stifter Stadt, Ortsbürgergemeinde und Kunstverein die öffentlich-rechtliche Stiftung Kunstmuseum St.Gallen als Träger des Museums. Sie tragen das Museum finanziell, hinzu kommen Zuschüsse des Kantons St. Gallen sowie von privater Seite. Im Herbst 2016 wurde für das Naturmuseum St. Gallen ein Neubau an der Rorschacher Strasse (in der Nähe des am Botanischen Gartens) eröffnet, dadurch steht dem Kunstmuseum jetzt das gesamte Gebäude des Alten Museums zur Verfügung. Seit Ende November 2022 ist Gianni Jetzer Direktor des Museums. Er trat Nachfolge von Roland Wäspe an, der das Haus zuvor mehr als 30 Jahre geleitet hatte.

### Aufbau der Sammlung

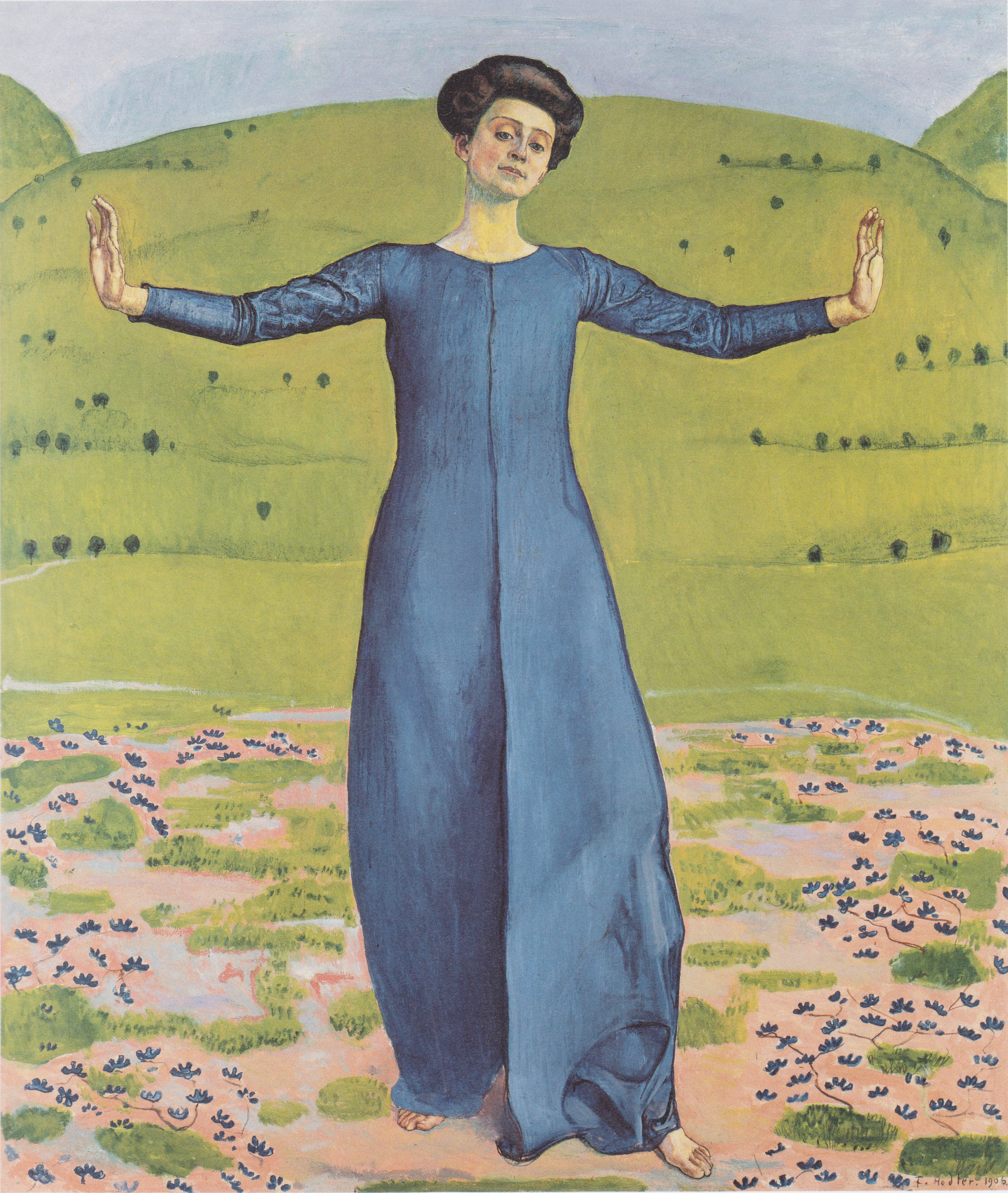
Ferdinand Hodler: Lied aus der Ferne, 1906

Erste Gemälde, Zeichnungen und Skulpturen kamen eher zufällig in den Besitz St. Gallens und diese wiesen weniger einen künstlerischen Wert auf, sondern waren eher von regionalhistorischer Bedeutung. Eine der wenigen Ausnahmen war hierbei das Gemälde Bildnis des Kupferstechers Adrian Zingg von Anton Graff, dass bereits 1816 als Geschenk des Künstlers an die Stadt kam. Der früheste gezielte Ankauf eines Gemäldes folgte 1840, als der Kunstverein das Bild Herbstabend bei Bouveret am Genfer See von François Diday erwarb. Noch während der Planungsphase des Museums gelangte 1872 mit der Grafiksammlung der Familie Gonzenbach eine wichtige Schenkung mit Arbeiten von Dürer bis Rembrandt in die Kunstsammlungen.
Beim systematischen Aufbau der Museumssammlung spielten zu Beginn Künstlerfreundschaften eine wesentliche Rolle. So fanden neben Arbeiten Schweizer Maler des 19. Jahrhunderts vor allem solche der Münchner Schule Eingang in die Sammlung, da zahlreiche Künstler der Ostschweiz in München studiert hatten und dorthin enge Beziehungen bestanden. Durch Betreiben der in St. Gallen ansässigen Maler Edouard Hauser und Emil Rittmeyer kam so 1878 das Gemälde Balgende Buben von Anselm Feuerbach ins Museum. 1913 folgte mit Susanna im Bade von Franz von Stuck ein weiterer bedeutender Ankauf eines Werkes der Münchner Schule. Darüber hinaus lag anfangs ein Schwerpunkt auf niederländischer Malerei des 15. bis 17. Jahrhunderts. Zu Beginn des 20. Jahrhunderts kam mit dem 1906 erworbenen Gemälde Lied aus der Ferne von Ferdinand Hodler ein zeitgenössisches Schweizer Werk in die Sammlung. Ab 1956 widmete sich das Museum dem Aufbau der Sammlung mit Bauernmalerei der Ostschweiz.
Einen bedeutenden Zuwachs erhielt das Museum 1926 mit der Stiftung der Sturzeneggerschen Gemäldesammlung. Die Bestände fanden bis 1940 in der Villa am Berg in der Rosenbergstrasse ihren Platz, bevor sie in das Museumsgebäude umzogen. Dank einer Verfügung des Stifters konnten weniger bedeutende Stücke dieser Sammlung in den 1930er-Jahren veräussert und dafür beispielsweise 1936 Camille Pissarros Gemälde Landhaus in der Hermitage erworben werden, ein Bild, das sich zuvor in der Nationalgalerie in Berlin befand. Weiterhin stellt die Ernst-Schürpf-Stiftung seit 1947 einen Ankaufsetat zur Verfügung, durch den beispielsweise 1950 Claude Monets Der Palazzo Contarini erworben werden konnte. Hinzu kamen weitere Stiftungen und Schenkungen.

## Sammlung

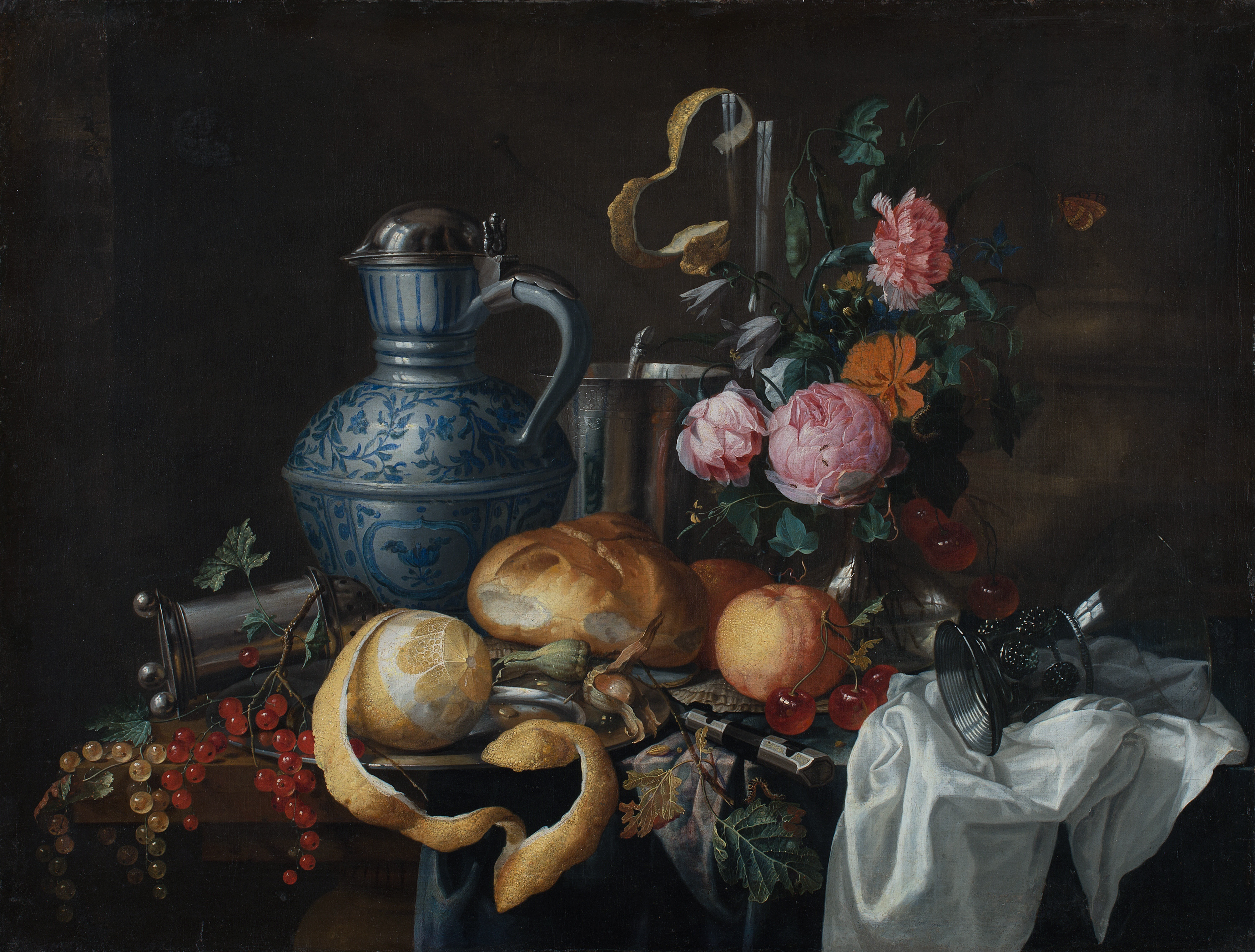
Jan Davidsz. de Heem: Stillleben mit Blumen und Steingutkanne, 17. Jahrhundert

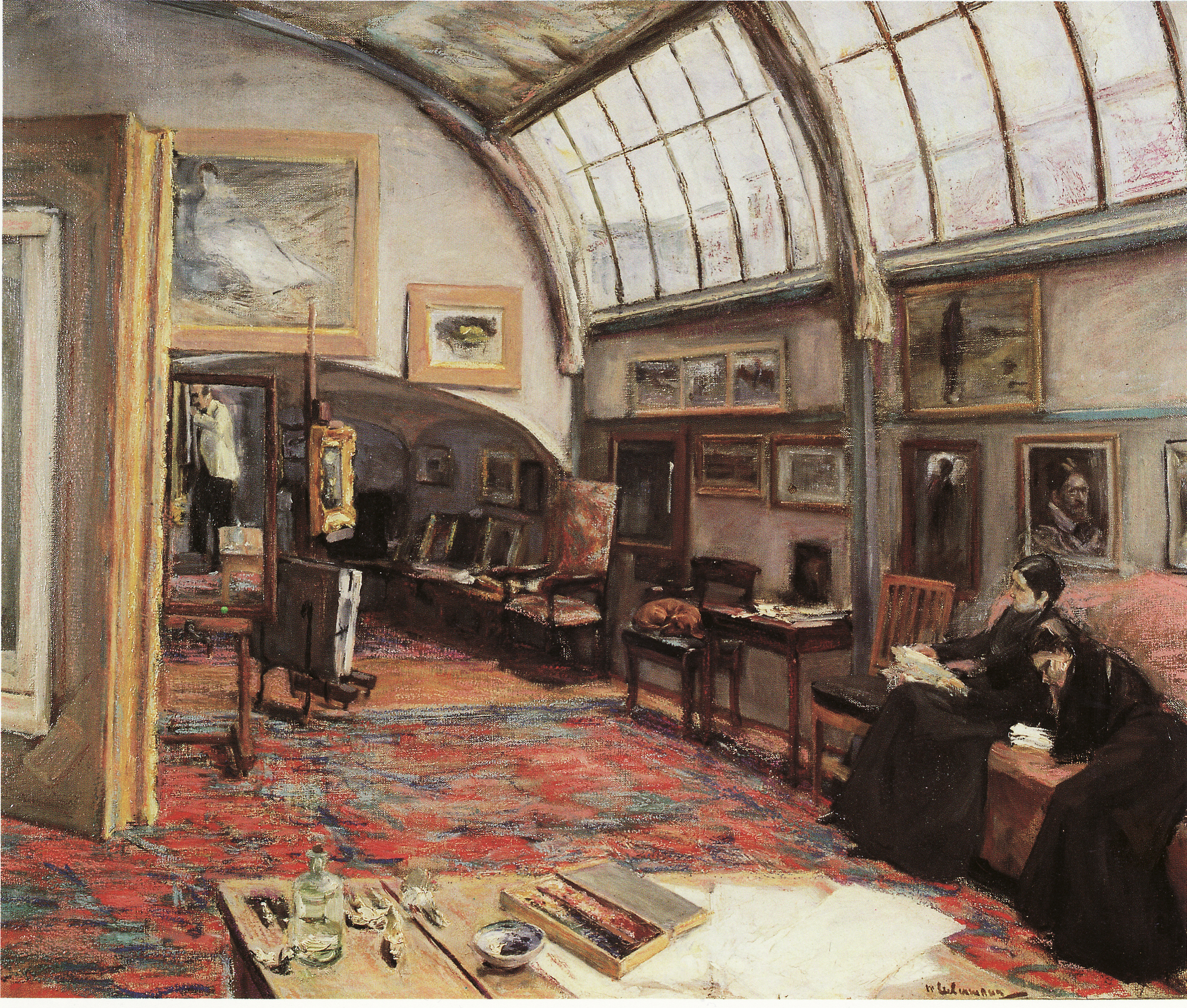
Max Liebermann: Atelier des Malers am Brandenburger Tor in Berlin, 1902

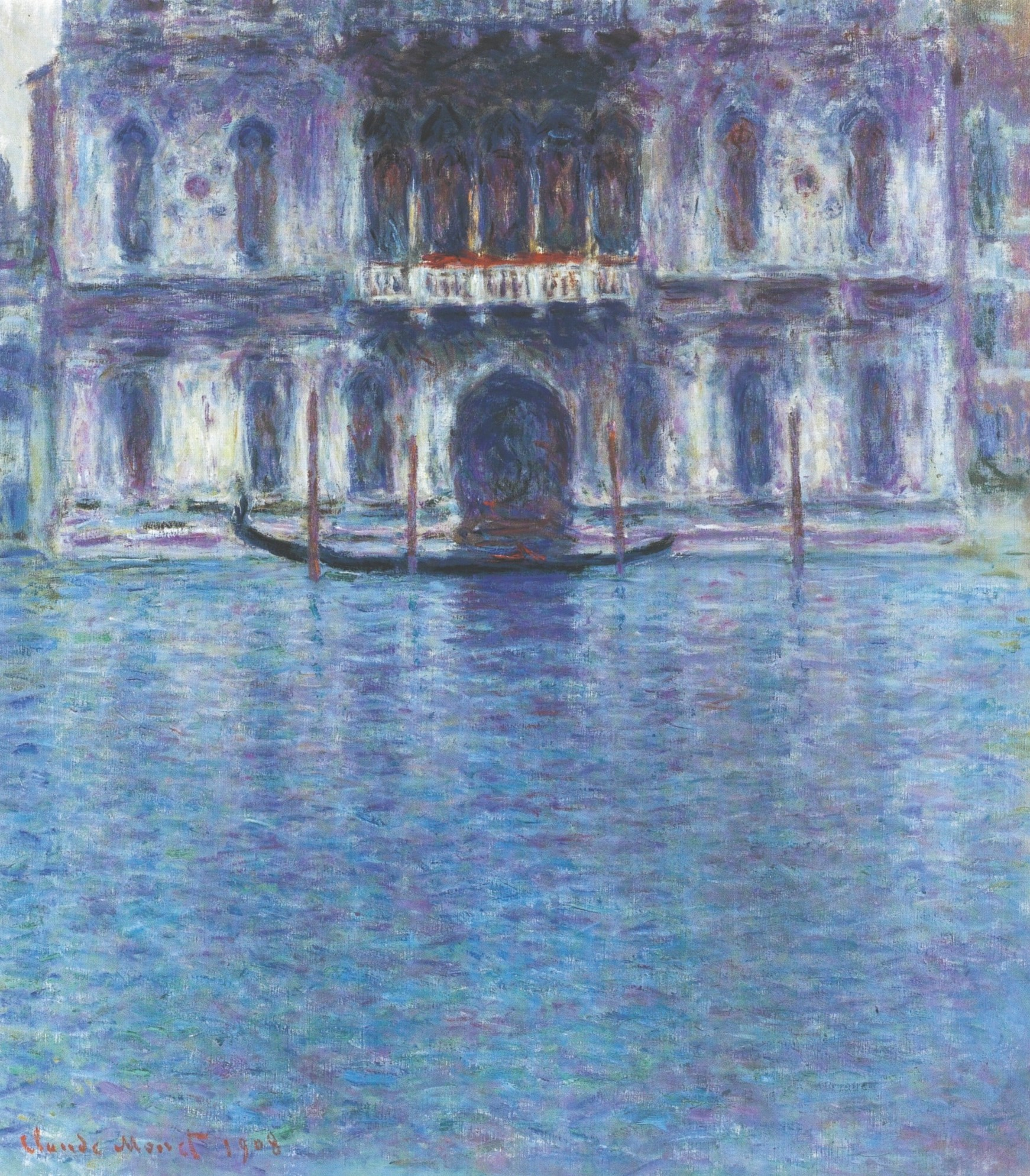
Claude Monet: Der Palazzo Contarini, 1908

In der Sammlung des Kunstmuseums St. Gallen gibt es nur einen kleinen Bestand mit Malerei vom Spätmittelalter bis zur Renaissance, wobei vor allem Schweizer Malerei bedingt durch den reformatorischen Bildersturm weitgehend fehlt. Zu den frühen Arbeiten im Museum gehören das um 1538 entstandene Bildnis des Balthasar von Kerpen von Bartholomäus Bruyn dem Älteren und das um 1540 gemalte Werk Der Weg zum Kalvarienberg von Herri met de Bles. Ein Beispiel für die frühbarocke Malerei Italiens ist die Ölstudie Der heilige Sebastian von Federico Barocci. Ein Schwerpunkt der Museumssammlung ist die niederländische Malerei des Goldenen Zeitalters. Zu sehen sind ein Stillleben mit Blumen und Steingutkanne von Jan Davidsz. de Heem, Früchte mit Papagei von Gijsbert Gillisz. de Hondecoeter, Greis mit übereinandergelegten Händen von Salomon Koninck oder Trinkende Bauern von Adriaen van Ostade. Weitere Bilder dieses Sammlungsgebietes sind Baumlandschaft mit Kühen und Gewässer von Jacob Salomonsz. van Ruysdael  und Der Kanarienvogel, spielende Kinder vor einer Herkulesgruppe von Adriaen van der Werff.
Umfangreich ist zudem die Sammlung mit Arbeiten des 19. und beginnenden 20. Jahrhunderts. Hierzu zählen Werke deutscher Künstler wie Reiter und Stallbursche mit Handpferden vor Rottach Egern von Wilhelm von Kobell, Bergschlucht mit badenden Frauen von Carl Spitzweg, Bildnis der Nanna von Anselm Feuerbach, Bildnis des Malers A. Splitgerber von Wilhelm Leibl und Damenbildnis von Franz von Lenbach. Am Übergang zur Moderne stehen die impressionistischen Gemälde Selbstbildnis mit schwarzen Hut und Stock von Lovis Corinth und Atelier des Malers am Brandenburger Tor in Berlin von Max Liebermann. In ähnlicher Malweise ist auch die Landschaft bei Kähnsdorf des Österreichers Carl Schuch gehalten. Das Museum zeigt zudem einen Überblick über die französische Malerei jener Zeit. So sind von Camille Corot die Bilder Bei Riva am Gardasee und See mit Fischer in seiner Barke und von Jean-François Millet ein Männerbildnis zu sehen. Eugène Delacroix ist mit einer Löwenjagd und Gustave Courbet mit den Werken Genfersee, Juralandschaft bei Ornans und Meeresküste vertreten. Arbeiten des französischen Impressionismus sind Flusslandschaft mit Boot bei Pontoise und Landhaus in der  Hermitage, Pontoise von Camille Pissarro, Le jardin von Alfred Sisley sowie Der Palazzo Contarini von Claude Monet.
Zu den bekanntesten Schweizer Künstlern im Museum gehört Ferdinand Hodler. Von ihm besitzt das Museum die Werke Lied aus der Ferne (1. Fassung) und Das Lauterbrunner Breithorn (1. Fassung). Neben den Werken dieses auch international bekannten Künstlers baut das Museum seit Mitte des 20. Jahrhunderts eine Kollektion mit Arbeiten der Appenzeller Bauernmalerei auf. Beispiele dieser Senntumsmalerei sind Viehweide unter Kamor, Hohem Kasten und Staubern von Bartholomäus Lämmler, Alp Wendbläss von Johannes Müller und Drei Sennen beim Jassen und Hund von Franz Anton Haim.
Werke von namhaften modernen und zeitgenössischen Künstler geben einen Überblick zur Entwicklung der Kunst des 20. und 21. Jahrhunderts. Hierbei reicht die Spannbreite von Ernst Ludwig Kirchner und dessen 1918/1919 entstandenem Gemälde Alpaufzug bis zu Imi Knoebels Arbeit Hello Darkness aus dem Jahr 2001. Weitere Sammlungsstücke sind das Aquarell Tänzerpaar von Paul Klee, das Gemälde Campbell’s Condensed Tomato Soup von Andy Warhol oder die Installation aus Bleispiralen und Eisennägeln Lead Piece von Richard Serra. Weitere Werke sind Konstruktion aus sechs farbigen Gruppierungen von Max Bill, Tutto è connesso von Mario Merz, Beuys/Voice – A Hole in the Hat von Nam June Paik und Der T.V.-Lüster von Pipilotti Rist.
Bedingt durch die begrenzte Raumsituation im Museumsgebäude können immer nur Teile der Sammlung gezeigt werden. Ebenso ist die bedeutende Sammlung mit Druckgraphiken von Albrecht Dürer, Rembrandt van Rijn bis Jacques Callot nur in ausgewählten Präsentationen zu sehen. Zum Angebot des Museums gehören zudem mehrere Wechselausstellungen jährlich.